# إدوارد ويليس
إدوارد ويليس هو سياسي كندي، ولد في 5 نوفمبر 1835، وتوفي في 5 مارس 1891.